# فيرونيكا أومارا
فيرونيكا أومارا مؤرخة في جامعة هال ومتخصصة في الأدب الديني الإنجليزي في العصور الوسطى، وخاصة الخطب ومحو الأمية بين الإناث. وهي محررة مشتركة مع كارولين موسيج من قسم دراسات الخطبة في العصور الوسطى.  تشارك أومارا في مشروع طويل الأمد حول محو الأمية لدى الراهبات في العصور الوسطى في أوروبا والذي نتج عنه مؤتمرات في هال (2011) وميسوري - كانساس سيتي (2012) وأنتويرب (2013). 

## منشورات مختارة
- دراسة وإصدار لخطب مختارة في اللغة الإنجليزية الوسطى ، ونصوص ودراسات ليدز ، العدد 13 (ليدز: مدرسة اللغة الإنجليزية 1994)
- فهرس نثر اللغة الإنجليزية الوسطى: قائمة اليد XIII ، قائمة يدوية للمخطوطات التي تحتوي على نثر إنجليزي متوسط في مكتبة قصر لامبيث (مع دكتور أو إس بيكرينغ) (كامبريدج: بروير ، 1999)
- ترجمة أعمال سانت بيرجيتا السويدية إلى اللهجات العامية الأوروبية في العصور الوسطى (مع الدكتورة بريدجيت موريس) ، مترجم العصور الوسطى ، 7 (تورنهاوت: بريبولس ، 2000) (محرر)
- أربع عظات إنجليزية متوسطة محررة من المكتبة البريطانية إم إس هارلي 2268 ، نصوص اللغة الإنجليزية الوسطى، 33 (هايدلبرغ: الشتاء، 2002)
- الأدب والقراء والحوار: مقالات كتبها وردا على دوغلاس جيفرسون (مع الأستاذة جانيت كلير) (دبلن: مطبعة كلية دبلن الجامعية: 2006) (محرر)
- مرجع لخطب نثر اللغة الإنجليزية الوسطى (مع الدكتورة سوزان بول) ، خطبة، 1 ، 4 مجلدات (إقبال: بريبولس ، 2007)
- محو الأمية للراهبات في العصور الوسطى في أوروبا: حوار هال (مع البروفيسور فيرجينيا بلانتون والدكتورة باتريشيا ستوب) (إقبال: بريبولس ، 2013) (محرر)
- الكرازة بالكلمة في المخطوطة والمطبوعة: مقالات في شرف سوزان باول (مع الأستاذة مارثا دبليو درايفر) ، سيرمو ، 11 (تورنهوت: بريبولس ، 2013) (محرر)